# Wanta (żeglarstwo)

Przykładowy schemat olinowania stałego na jednostce pływającej z masztem trójdzielonym w przekroju prostopadłym do diametralnej jednostki.
1. wanta kolumnowa
2. stenwanta
3. topwanta
4. wanta krzyżowa (krojcwanta)
5. stensaling
6. saling

Schemat masztu wraz z olinowaniem stałym na żaglowcu:
1. Kolumna masztu
2. Stenga
3. Bramstenga
4. Wanty z wyblinkami
5. Stenwanty
6. Bramstenwanty

Wanta (z niem. Want, a to z niderl. want) – lina olinowania stałego stabilizująca maszt w płaszczyźnie prostopadłej do płaszczyzny symetrii jednostki pływającej. Wanty występują symetrycznie parami na obu burtach, a na większych jachtach i żaglowcach jest ich zwykle kilka par. Zazwyczaj wykonane są z lin. Na większych jednostkach mogą być zastąpione prętami. Końce want są zaplatane, zawalcowywane lub zakończone w specjalnych końcówkach, by umożliwić ich przytwierdzenie do okuć masztu i podwięzi. Rozmiar, liczba oraz układ want zależy od wielkości masztu i przeznaczenia jednostki pływającej.

## Rodzaje
Nazewnictwo want pochodzi od części masztu, do którego są przymocowane; i tak wyróżniamy: wanty kolumnowe, stenwanty, bramstenwanty, topwanty, wanty krzyżowe.

### Wanta kolumnowa
Usztywnia kolumnę masztu i mocowana jest do niej w miejscu występowania salingu, skąd biegnie w kierunku pokładu. W przypadku masztu wielosegmentowego zazwyczaj występuje parami na burtę.

### Stenwanta
Usztywnia stengę. Mocowana jest do masztu przy stensalingu. Rozparta salingiem biegnie do podwięzi w pokładzie.

### Bramstenwanta
Usztywnia bramstengę. Mocowana jest do masztu przy bramstensalingu i rozparta przez stensaling oraz ewentualnie saling biegnie do pokładu.

### Topwanta
Biegnie od topu masztu do pokładu rozparta o najwyższy saling.

### Wanta krzyżowa
Inaczej diamentowa lub krojcwanta. Współcześnie rzadko spotykana. Biegnie od topu masztu i rozparta przez najwyższy saling wraca z powrotem do mocowania w maszcie.

## Użycie
Możliwe jest regulowanie napięcia want, a przez to i pochylanie masztu. Wykonuje się to poprzez zmianę jej długości, często przez skręcanie lub rozkręcanie ściągacza. Na jachtach sportowych, szczególnie wyczynowych, regulacji want można dokonywać również w trakcie żeglugi.
Współczesne jachty klasy turystycznej wyposażone są zazwyczaj w 2 lub 3 wanty na każdej burcie. Ich liczba jest zależna od elementów konstrukcyjnych statku, użytych materiałów, typu ożaglowania, przeznaczenia statku. Regulacja tak zaprojektowanych want (i całego olinowania stałego) jest sporadyczna, wymaga zazwyczaj jedynie kontroli poprawności mocowania do podwięzi wantowych.